# 厄瓜多爾脂䲁
厄瓜多爾脂䲁（學名：Labrisomus pomaspilus），為輻鰭魚綱䲁形目脂䲁科脂䲁屬的一個種，分布於中東太平洋厄瓜多海域，深度0至5公尺，本魚體壯，頭寬，吻長且尖，眼大，鼻孔有觸鬚，每眼上方有5-8條觸鬚，頸背兩側各有25-28條觸鬚，口大略斜，背鰭硬棘與鰭條之間有缺口，側線鱗55-58片，體褐色，有不規則的深色斑點，鰓蓋後上方有一個明顯的、中心為黑色的眼斑，背鰭硬棘18枚、背鰭軟條12枚、臀鰭硬棘2枚、臀鰭軟條18枚，體長可達10公分，棲息在海藻生長的岩石區潮池，生活習性不明。